# Алтанширээ
Алтанширээ (монг. Алтанширээ) — сомон (район) в аймаке Дорноговь в юго-восточной Монголии.
Климат резко континентальный.
Площадь — 7225,71 км².
Население — 1284 чел. (2011).